# Yasuhiro Yoshida
Yasuhiro Yoshida (født 14. juli 1969) er en tidligere japansk fodboldspiller.
Han har spillet for flere forskellige klubber i sin karriere, herunder Kashima Antlers, Shimizu S-Pulse og Sanfrecce Hiroshima.